# Ескалоп
Ескалоп (фр. escalope) — страва, яка готується з рівного, круглого тонкого шматка м'яса, переважно з найкращої частини туші. Ескалопи на противагу відбивним готуються без панірування чи кляру.
Готують ескалоп так: з корейки нарізають порційні шматки м'яса завтовшки 10—15 мм (по 1—2 на порцію), злегка відбивають, посипають сіллю, перцем і смажать з обох боків. Перед подачею ескалоп кладуть на грінку, гарнірують і поливають м'ясним соком.
Зазвичай, в харчовій промисловості типові розміри ескалопа коливаються в діапазоні від 110 до 225 грамів.
Термін escalope виник у Франції. Він вперше з'явився в кулінарній термінології наприкінці 17-го століття як діалектний вираз на північному сході сільської Франції, і означав шкаралупу горіха або мушлю равлика: veau à l'escalope (телятина, приготована в стилі з ескалопу). У ті часи, ескалоп, безсумнівно, завжди робили з телятини.
Гарніри — картопля варена, картопля смажена, картопля смажена у фритюрі, овочі варені з жиром, складні гарніри.